# Colombogramme
 (novembre 2017).
Si vous disposez d'ouvrages ou d'articles de référence ou si vous connaissez des sites web de qualité traitant du thème abordé ici, merci de compléter l'article en donnant les références utiles à sa vérifiabilité et en les liant à la section « Notes et références ».
Un colombogramme est un message transporté par pigeon voyageur.

## Historique
Le transport de messages par pigeons est antérieur à l'ère chrétienne puisque les navigateurs égyptiens avaient recours à ce procédé, trois mille ans avant Jésus-Christ, pour annoncer leur arrivée au port plusieurs jours à l’avance. Les Égyptiens, les Perses, les Chinois et les Grecs, utilisaient les pigeons voyageurs comme messagers lors de leurs campagnes militaires ou à l'occasion de transactions commerciales.
Charles Martel annonça  sa victoire de Poitiers sur les Sarrasins en 732.
Ce serait grâce à un colombogramme que le banquier Nathan Rothschild aurait appris le premier la défaite française à Waterloo en 1815, faisant ainsi fortune en Bourse.
Les messages, écrits généralement à la main, et parfois codés, étaient introduits dans un porte-message léger (aluminium ou plastique pour les versions les plus récentes), fixé à une des pattes du pigeon.
En France, ce type d'envoi de messages a été très employé durant les dernières guerres : siège de Paris en 1870 et Première Guerre mondiale notamment. Lors de la seconde guerre mondiale, les résistants utilisèrent des pigeons anglais pour communiquer avec Londres.